# Warszawskie Towarzystwo Zwolenników Gry Szachowej
Warszawskie Towarzystwo Zwolenników Gry Szachowej (WTZGSz) – klub szachowy, powstały w lutym 1899 r. w Warszawie.
WTZGSz nie był pierwszym szachowym klubem w Warszawie. W 1836 r. powołano Warszawski Klub Szachistów, jednak tylko na jeden towarzyski mecz (z rosyjskim mistrzem Aleksandrem Pietrowem). Pomysł założenia stałego klubu pojawił się wśród warszawskich szachistów pod koniec XIX wieku. Do kilkunastoosobowej grupy inicjatywnej należeli m.in. Józef Żabiński, Jan Sobieszczański i Kazimierz Wasilewski. Klub doczekał się zatwierdzenia statutu przez władze carskie w 1899 r. i w listopadzie tegoż roku otworzył swój lokal przy Krakowskim Przedmieściu, a Kazimierz Wasilewski i Jan Sobieszczański stoczyli wówczas inauguracyjną partię. Pierwszym prezesem WTZGSz został Józef Żabiński, w latach 1901–1903 był nim Jan Sobieszczański, a po jego śmierci ponownie Józef Żabiński. 
W 1922 r. Towarzystwo było organizatorem (wspólnie z Łódzkim Towarzystwem Zwolenników Gry Szachowej) pierwszego meczu Łódź – Warszawa. Dwa lata później członek WTZGSz, Izaak Towbin, był reprezentantem Polski i jednym z 15 sygnatariuszy aktu założycielskiego na pierwszym posiedzeniu Międzynarodowej Federacji Szachowej w Paryżu. W 1926 r. w siedzibie WTZGSz (przy ul. Wierzbowej 8) odbył się zjazd delegatów, klubów, towarzystw i dwóch związków regionalnych, w wyniku którego powstał Polski Związek Szachowy. Warszawskie towarzystwo reprezentowali wówczas Józef Żabiński, Dawid Przepiórka, Leon Orlański, Tadeusz Pawłowski i Bogdan Domosławski.